# Heinrich Jilek
Heinrich Jilek (* 21. August 1902 in Göhren, Königreich Böhmen; † 27. April 1986 in Marburg) war ein deutscher Slawist und Bibliothekar.

## Leben und Wirken
Heinrich Jilek studierte nach seiner Reifeprüfung in Brüx/Most ab 1921 Germanistik und Slawistik an der Deutschen Universität in Prag und promovierte dort 1926. Das Staatsexamen für den höheren Schuldienst legte er 1927 ab. Als Volontär an der Universitätsbibliothek Leipzig trat er 1926 in den höheren Bibliotheksdienst ein und legte die Fachprüfung hierfür 1928 ab. Anschließend war er weiterhin an der Universitätsbibliothek Leipzig tätig. Seit 1939 war er im Kriegsdienst, u. a. als Dolmetscher und kehrte erst 1955 aus sowjetischer Kriegsgefangenschaft zurück. 1956 wurde er stellvertretender Leiter der Bibliothek des Herder-Instituts für historische Ostmitteleuropaforschung in Marburg/L. Von 1959 bis 1969 leitete er als Nachfolger von Hellmuth Weiss diese Bibliothek. Neben seinen wissenschaftlichen Veröffentlichungen vor allem aus dem Bereich der Bohemistik erarbeitete er umfangreiche Bibliographien.

## Schriften (Auswahl)
- Der Umlaut von u in den Reimen der bair.-österr. Dichter der mhd. Blütezeit (= Prager deutsche Studien, Bd. 41). Kraus, Reichenberg 1927 (Nachdruck: Gerstenberg, Hildesheim 1973, ISBN 3-8067-0416-3) (Dissertation Universität Prag).
- Prag als Erlebnis K. M. Čapek-Chods. In: Jahrbücher für Kultur und Geschichte der Slaven, N.S., Bd. 8 (1932), S. 448–470.
- Moeller van den Bruck und der Osten. In: Neue Jahrbücher für Wissenschaft und Jugendbildung, Jg. 11 (1935), H. 3, S. 238–260.
- Das Weltbild N. V. Gogols. In: Zeitschrift für deutsche Geisteswissenschaft, Bd. 1 (1938/39), S. 162–176.
- Die Stellung des „Taras Bul'ba“ in Gogols Gesamtwerk. In: Zeitschrift für slavische Philologie, Bd. 16 (1939), S. 123–141.
- Goethe und der slavische Südosten. Diederichs, Jena 1940.
- K. H. Máchas Philosophie und die deutsche Romantik. In: Zeitschrift für slavische Philologie, Bd. 19 (1944), S. 75–107.
- Sudetendeutsche Bibliographie (1949–1957). Zwei Teile. Johann-Gottfried-Herder-Institut, Marburg 1959/1965.
- Die Entwicklung der Bibliographie in der Tschechoslowakei nach 1945. In: Zeitschrift für Ostforschung, Bd. 11 (1962), S. 121–143.
- (Bearb., mit Herbert Rister u. Hellmuth Weiss): Bücherkunde Ostdeutschlands und des Deutschtums in Ostmitteleuropa (= Ostmitteleuropa in Vergangenheit und Gegenwart, Bd. 8). Böhlau, Köln 1963.
- Petr Bezruč und Hölderlin. In: Die Welt der Slaven, Bd. 8 (1963), S. 164–184.
- Wege und Probleme der Bezruč -Forschung. In: Zeitschrift für slavische Philologie, Bd. 33 (1966), H. 1, S. 175–188.
- Petr Bezruč und Dostojevskij. In: Zeitschrift für Ostforschung, Bd. 19 (1970), H. 3, S. 421–443.
- Neuere Tendenzen der Adalbert-Stifter-Forschung. In: Zeitschrift für Ostforschung, Bd. 21 (1972), S. 531–539.
- Die Funktion der „öden Landschaft“ im Werk Adalbert Stifters. In: Zeitschrift für Ostforschung, Bd. 22 (1973), S. 201–233.
- Die Wenzels- und Ludmila-Legenden des 10. und 11. Jahrhunderts. Neue Forschungsergebnisse. In: Zeitschrift für Ostforschung, Bd. 24 (1975), S. 79–148.
- Das Lebenswerk Eugen Lembergs. In: Lebensbilder zur Geschichte der böhmischen Länder, Bd. 5 (1986), S. 17–30.